# The Divine Comedy

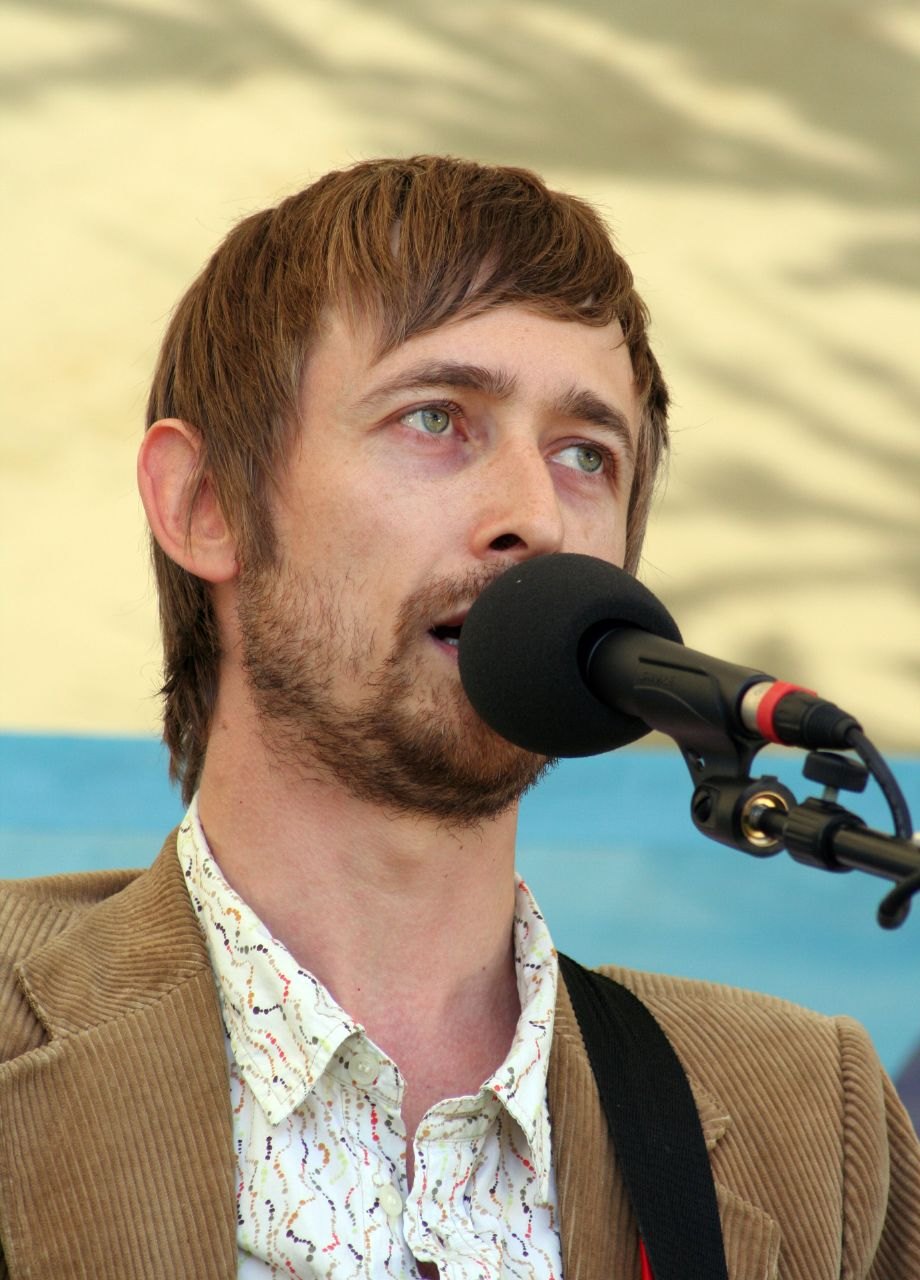
Neil Hannon, 2007

The Divine Comedy ist eine britische Popgruppe aus Nordirland mit dem Leadsänger Neil Hannon.

## Geschichte
Die Band gründete sich 1989 in Enniskillen. Neil Hannon nannte sie im Alter von 18 Jahren The Divine Comedy, als er und zwei Schulfreunde einen neuen Namen für ihre Band suchten. Diesen Namen fand er zufällig, als er das gleichnamige Versepos von Dante Alighieri auf dem Buchregal seiner Eltern erblickte. 1990 bekam die Band einen Plattenvertrag bei Setanta Records und veröffentlichte im gleichen Jahr auf diesem Label das Minialbum Fanfare for the Comic Muse, nachdem die Bandmitglieder Nordirland verlassen hatten und in eine Londoner Wohnung gezogen waren. Nach der EP Europop löste sich die Band zunächst auf. In den darauffolgenden 18 Monaten schrieb Neil Hannon sehr viele Songs, die beeinflusst waren von Künstlern wie Jacques Brel, Scott Walker, Michael Nyman und William Wordsworth. Einige dieser Lieder befinden sich auf den beiden Alben Liberation (1993), das Neil Hannon als das erste wirkliche Album der Band bezeichnet, und Promenade (1994). Liberation enthält sowohl ein Lied, das von F. Scott Fitzgeralds Geschichte Bernice bobs her hair beeinflusst wurde, als auch das zu einem Lied verarbeitete Gedicht Lucy, ursprünglich von William Wordsworth. Auch auf Promenade findet man zahlreiche Anspielungen und Referenzen, zum Beispiel Jules und Jim und einige Schriftsteller in dem Lied The Booklovers. 2004 erschien das Album Absent Friends, bei dem er mit dem französischen Musiker Yann Tiersen zusammenarbeitete. 2006 wurde das Album Victory For The Comic Muse veröffentlicht. Es wurde mit dem Choice Music Prize als bestes irisches Album des Jahres 2006 ausgezeichnet. Im gleichen Jahr arbeitete Neil Hannon auch mit der französischen Band Air an deren Album Pocket Symphony und an dem Album 5:55 der französischen Schauspielerin Charlotte Gainsbourg. 2010 erschien das Album Bang goes the Knighthood, das in einer kleinen Auflage ein Bonusalbum mit französischsprachigen Coverversionen, aufgenommen live in Paris 2008, enthält. Das jüngste, bislang in den deutschen Charts am besten platzierte Album der Band, Foreverland, erschien im Herbst 2016. Einer Sonderauflage der CD ist das Konzeptalbum In May beigelegt, auf dem die Band fiktive Briefe eines Sterbenden an seinen Vater vertonte.
2009 brachte Hannon gemeinsam mit Thomas Walsh, dem Sänger der irischen Popgruppe Pugwash, unter dem Namen The Duckworth Lewis Method ein gleichnamiges, dem Cricketspiel gewidmetes Album heraus, dem 2013 ein zweites Album, Sticky Wickets, folgte.

## Diskografie

### Alben
| Jahr | Titel                                        | Höchstplatzierung, Gesamtwochen, AuszeichnungChartplatzierungen (Jahr, Titel, Platzierungen, Wochen, Auszeichnungen, Anmerkungen) | Höchstplatzierung, Gesamtwochen, AuszeichnungChartplatzierungen (Jahr, Titel, Platzierungen, Wochen, Auszeichnungen, Anmerkungen) | Höchstplatzierung, Gesamtwochen, AuszeichnungChartplatzierungen (Jahr, Titel, Platzierungen, Wochen, Auszeichnungen, Anmerkungen) | Höchstplatzierung, Gesamtwochen, AuszeichnungChartplatzierungen (Jahr, Titel, Platzierungen, Wochen, Auszeichnungen, Anmerkungen) | Höchstplatzierung, Gesamtwochen, AuszeichnungChartplatzierungen (Jahr, Titel, Platzierungen, Wochen, Auszeichnungen, Anmerkungen) | Anmerkungen |
| Jahr | Titel                                        | DE | AT | CH | UK | IE | Anmerkungen |
| ---- | -------------------------------------------- | --- | --- | --- | --- | --- | ----------- |
| 1996 | Casanova                                     | — | — | — | UK48 Gold · (17 Wo.)UK | — |             |
| 1997 | A Short Album About Love                     | — | — | — | UK13 Silber · (8 Wo.)UK | — |             |
| 1998 | Fin de siècle                                | — | — | — | UK9 Gold · (16 Wo.)UK | — |             |
| 1999 | A Secret History – The Best Of               | — | — | — | UK3 Gold · (15 Wo.)UK | IE13 (28 Wo.)IE | Kompilation |
| 2001 | Regeneration                                 | — | — | — | UK14 Silber · (4 Wo.)UK | IE15 (9 Wo.)IE |             |
| 2004 | Absent Friends                               | — | — | — | UK23 (4 Wo.)UK | IE6 (9 Wo.)IE |             |
| 2006 | Victory for the Comic Muse                   | DE83 (1 Wo.)DE | — | CH87 (1 Wo.)CH | UK43 (2 Wo.)UK | IE22 (3 Wo.)IE |             |
| 2010 | Bang Goes the Knighthood                     | — | — | — | UK20 (2 Wo.)UK | IE8 (5 Wo.)IE |             |
| 2016 | Foreverland                                  | DE41 (1 Wo.)DE | AT65 (1 Wo.)AT | CH36 (2 Wo.)CH | UK7 (2 Wo.)UK | IE3 (4 Wo.)IE |             |
| 2019 | Office Politics                              | DE51 (1 Wo.)DE | — | CH78 (1 Wo.)CH | UK5 (2 Wo.)UK | IE9 (2 Wo.)IE |             |
| 2022 | Charmed Life – The Best of The Divine Comedy | DE42 (1 Wo.)DE | — | — | UK5 (1 Wo.)UK | IE5 (2 Wo.)IE | Kompilation |

grau schraffiert: keine Chartdaten aus diesem Jahr verfügbar
Weitere Alben
- Fanfare for the Comic Muse (1990)
- Liberation (1993)
- Promenade (1994)
- Live at Somerset House (Livealbum, 2011)
- Loose Canon (Livealbum, 2018)

### Singles
Wenn nicht anders angegeben, wurden alle Chartsongs von Neil Hannon geschrieben.

| Jahr | Titel Album                                                                       | Höchstplatzierung, Gesamtwochen, AuszeichnungChartplatzierungen (Jahr, Titel, Album, Platzierungen, Wochen, Auszeichnungen, Anmerkungen) | Höchstplatzierung, Gesamtwochen, AuszeichnungChartplatzierungen (Jahr, Titel, Album, Platzierungen, Wochen, Auszeichnungen, Anmerkungen) | Anmerkungen |
| Jahr | Titel Album                                                                       | UK | IE | Anmerkungen |
| ---- | --------------------------------------------------------------------------------- | --- | --- | --- |
| 1996 | Something for the Weekend Casanova                                                | UK14 (5 Wo.)UK | — | |
| 1996 | Becoming More like Alfie Casanova                                                 | UK27 (2 Wo.)UK | — | |
| 1996 | The Frog Princess Casanova                                                        | UK15 (2 Wo.)UK | — | |
| 1997 | Everybody Knows (Except You) A Short Album About Love                             | UK14 (4 Wo.)UK | IE23 (4 Wo.)IE | |
| 1998 | I’ve Been to a Marvellous Party Twentieth-Century Blues: The Songs of Noël Coward | UK28 (3 Wo.)UK | — | Autor: Noël Coward; Split-Single mit Someday I’ll Find You von Shola Ama feat. Craig Armstrong als zweitem Lied |
| 1998 | Generation Sex Fin de siècle                                                      | UK19 (3 Wo.)UK | IE24 (3 Wo.)IE | |
| 1998 | The Certainty of Chance Fin de siècle                                             | UK49 (2 Wo.)UK | — | Autoren: Neil Hannon, Joby Talbot                                                                               |
| 1999 | National Express Fin de siècle                                                    | UK8 Silber · (8 Wo.)UK | IE18 (4 Wo.)IE | |
| 1999 | The Pop Singer’s Fear of the Pollen Count A Secret History                        | UK17 (4 Wo.)UK | IE24 (2 Wo.)IE | |
| 1999 | Gin Soaked Boy A Secret History                                                   | UK38 (2 Wo.)UK | — | |
| 2001 | Love What You Do Regeneration                                                     | UK26 (3 Wo.)UK | IE48 (1 Wo.)IE | |
| 2001 | Bad Ambassador Regeneration                                                       | UK34 (2 Wo.)UK | — | |
| 2001 | Perfect Lovesong Regeneration                                                     | UK42 (2 Wo.)UK | — | |
| 2004 | Come Home Billy Bird Absent Friends                                               | UK25 (2 Wo.)UK | IE34 (3 Wo.)IE | |
| 2004 | Absent Friends                                                                    | UK38 (2 Wo.)UK | — | |
| 2006 | Diva Lady Victory of the Comic Muse                                               | UK52 (2 Wo.)UK | IE36 (1 Wo.)IE | |
| 2006 | To Die a Virgin Victory of the Comic Muse                                         | UK67 (1 Wo.)UK | — | |

Weitere Singles
- Timewatch (1991)
- Lucy (1991)
- Jerusalem (1991)
- Your Daddy’s Car (1993)
- Indulgence No. 1 (1993)
- Promenade Companion (1994)
- Indulgence No. 2 (1994)
- Fan Club CD (2001)
- A Lady of a Certain Age (2006)
- At the Indie Disco (2010)
- I Like (2010)
- Catherine the Great (2016)
- How Can You Leave Me On My Own (2016)
- To the Rescue (2017)
- Norman and Norma (2019)

### EPs
- Europop (1992)
- Bavarian EP (2005) (Download auf der offiziellen Webseite)

### Videoalben
- Live at the Palladium (2004)